# Вербовка (Волынская область)
Вербовка (укр. Вербі́вка) — село в Ровненской сельской общине Ковельского района Волынской области Украины.
До 2020 года входило в Любомльский район.
Код КОАТУУ — 0723381503. Население по переписи 2001 года составляет 88 человек. Почтовый индекс — 44312. Телефонный код — 3377. Занимает площадь 0,24 км².